# 劉承胤
劉承胤（？—1648年），字定一，應天府上元縣人，南明軍事人物。
武夫出身，常使用鐵棍，人稱“劉鐵棍”。早年守卫显陵有功，任黎靖參將。崇禎十六年鎮壓袁有志起義，救出岷王朱企𨰘之子，以功升副總兵。弘光時，授總兵官，鎮守武岡，從此擁兵自重。顺治四年（1647年）二月十五日，永曆帝逃奔全州，投靠劉承胤。四月十五日，朱由榔入湖南武冈州，承胤以功进封武冈侯。五月，又改武冈州为奉天府，封承胤为安国公，“政事皆决于承胤矣”。承胤還營建私邸，“畫閣丹梯，隱房曲間，備極儼雅”。不久孔有德部進攻武岡，劉承胤命部將陳友龍等迎戰於石羊渡，陈友龙败还，刘承胤降清，永曆帝出奔靖州。不久陳友龍反清，殺劉承胤。